# Goofy – Der Film
Goofy – Der Film (auch: Der Goofy Film, Originaltitel: A Goofy Movie) ist der zweite abendfüllende Zeichentrickfilm der Walt-Disney-Studios, der nicht dem offiziellen „Meisterwerke“-Kanon angehört, sondern von den DisneyToon Studios produziert wurde. Der Film von 1995 ist die Weiterführung der Fernsehserie Goofy und Max (1992–1993) und behandelt die Beziehung zwischen Max und Goofy, die auf die Probe gestellt wird. 2000 folgte mit Goofy nicht zu stoppen eine Direct-to-Video-Fortsetzung über Max am College.

## Handlung
Max begegnet in einem Kornfeld der wunderschönen Roxanne, die ihm sofort in die Arme fällt. Als sie sich verliebt in die Augen blicken, verwandelt sich Max in eine große Version seines Vaters, Goofy. Zu seinem Glück stellt sich heraus, dass Max bloß geträumt hat. Allerdings muss er sich beeilen, damit er rechtzeitig zum letzten Schultag vor den Sommerferien kommt.
In der Schule angelangt plant er mit seinen Freunden Bobby Zimuruski und KJ einen Schülerstreich, mit dem Max Eindruck bei Roxanne schinden möchte: Während der Ansprache des Direktors beginnt er als Powerline verkleidet ein kleines Konzert. Doch die drei werden entdeckt und müssen deshalb in das Büro des Direktors. Dieser ruft Goofy an und stellt Max als besonders gefährlich dar. Um Max wieder auf den rechten Weg zu bringen und ihr gemeinsames Verhältnis wieder zu bessern, nimmt Goofy Max auf einen Angeltrip mit, ohne zu wissen, dass Max Roxanne in den Ferien treffen möchte. Dieser erzählt Roxanne daraufhin als Entschuldigung dafür, dass er sie nicht treffen wird, er ginge auf das Powerline-Konzert, das im Fernsehen übertragen wird, um mit ihm gemeinsam aufzutreten. Nun steckt Max in einem Dilemma: Er muss seine Ferien mit seinem Vater verbringen, kann seine große Liebe nicht sehen und hat keine Möglichkeit, seine Lügengeschichte in die Realität umzusetzen.
Während der Fahrt wird Max zahlreichen Peinlichkeiten seines Vaters ausgesetzt, der mit allen Mitteln versucht, näher an seinen Sohn zu kommen. Außerdem treffen sie Kater Karlo und seinen Sohn KJ, die ein noch schlechteres Vater-Sohn-Verhältnis haben.
Als Goofy und Max schließlich dem legendären Bigfoot begegnen, bessert sich ihr Verhältnis wieder. Doch als Goofy einschläft, ändert Max heimlich den eingezeichneten Kurs auf der von seinem Vater gehüteten Straßenkarte, die seit Generationen in der Familie liegt.
Am nächsten Tag übergibt Goofy Max mehr Verantwortung und die Karte. Er soll als Navigator fungieren und alle Zwischenstopps bis zum Ziel Lake Destiny, Idaho, einplanen. Eines Nachts aber übernachten sie in einem Motel, wo sie erneut Karlo und KJ begegnen. Karlo bekommt mit, wie Max erzählt, dass er die Karte veränderte und erzählt dies Goofy weiter, der es erst nicht glauben möchte. Doch schließlich schaut er nach und ist aufgrund Max’ Verrat zutiefst betrübt. Als Nächstes führt Max Goofy in die Richtung, die nun auf der Karte eingezeichnet ist, anstatt seinen Vater zum eigentlichen Ziel, Lake Destiny in Idaho, zu führen. Daraufhin hält Goofy wütend und beleidigt am Straßenrand an. Die Gefühle der zwei entladen sich, während ihr Auto auf eine Klippe zusteuert. Schließlich landet es mitsamt Goofy und Max in einem Fluss, wo sich Vater und Sohn endlich aussprechen.
Sie einigen sich darauf, das Powerline-Konzert zu besuchen, und per Zufall landen sie tatsächlich auf der Bühne. Powerline findet die Tanzbewegungen des Duos so gut, dass er mit ihnen interagiert. Zurück in der Heimat trifft Max Roxanne und beichtet ihr die ganze Geschichte. Max küsst daraufhin Roxanne. Sie freut sich über Max’ Ehrlichkeit und freundet sich zudem mit Goofy an.

## Synchronisation
Die deutschsprachige Synchronisation des Films entstand bei der Michael Eiler Synchron, Berlin. Verfasser des Dialogbuchs war Mario von Jascheroff, Dialogregie führte Rainer Martens. Für Liedtexte und musikalische Leitung zeichnete Andreas Hommelsheim verantwortlich.
| Rolle                          | Originalsprecher | Deutschsprachiger Sprecher |
| ------------------------------ | ---------------- | -------------------------- |
| Goofy Goof                     | Bill Farmer      | Walter Alich               |
| Max Goof (Sprache)             | Jason Marsden    | Gerrit Schmidt-Foß         |
| Max Goof (Gesang)              | Aaron Lohr       | Ralf Vornberger            |
| Kater Karlo                    | Jim Cummings     | Wolfgang Kühne             |
| Roxanne                        | Kellie Martin    | Sonja Spuhl                |
| KJ                             | Rob Paulsen      | Fabian Heinrich            |
| Robert „Bobby“ Zimmeruski      | Pauly Shore      | Stefan Krause              |
| Direktor Mazur                 | Wallace Shawn    | Klaus-Dieter Klebsch       |
| Stacy                          | Jenna von Oÿ     | Dorette Hugo               |
| Bigfoot                        | Frank Welker     |                            |
| Lester                         | Kevin Lima       | Bernd Klinzmann            |
| Kellnerin                      | Florence Stanley | Gisela Fritsch             |
| Direktorin Miss Maples         | Jo Anne Worley   | Denise Gorzelanny          |
| Lisa                           | Julie Brown      |                            |
| Chad                           | Joey Lawrence    | Dennis Schmidt-Foß         |
| Lester’s Possum Park Moderator | Pat Buttram      |                            |
| Micky Maus                     | Wayne Allwine    | Mario von Jascheroff       |
| Powerline                      | Tevin Campbell   |                            |

## Kritiken
Das Lexikon des internationalen Films beschreibt Goofys ersten Spielfilm über Vater und pubertierenden Sohn auf gemeinsamer Initiationsreise als einen „leidlich unterhaltsamer Familienfilm, der die Möglichkeiten des Trickfilms nicht adäquat einsetzt“.
Die Deutsche Film- und Medienbewertung verlieh das Filmprädikat „wertvoll“ an den „dramaturgisch einwandfrei gestalteten Zeichentrickfilm“ mit einer „anrührenden, alltagsnahen und nicht – wie sonst üblich bei Disney – märchenhafte Geschichte, die Generationenprobleme geschickt auflöst, ohne dies aufdringlich zu bewerkstelligen“. Zusätzlich werden Choreografie, Tanznummern und die stimmige, zeitgemäße musikalische Begleitung gelobt.

## Auszeichnungen
- Annie Awards 1995:
  - Nominierung als Bester Zeichentrickfilm (Best Animated Feature)
  - Nominierung für Beste Animation (Best Individual Achievement for Animation) für Dominique Monféry
  - Nominierung für Beste musikalische Errungenschaft (Best Individual Achievement for Music in the Field of Animation) für die Lieder i2i und Stand Out für Patrick DeRemer und Roy Freeland
  - Nominierung für Bestes Produktionsdesign (Best Individual Achievement for Production Design in the Field of Animation) für Fred Warter
  - Nominierung für Bestes Storyboard (Best Individual Achievement for Storyboarding in the Field of Animation) für Brian Pimental

## Soundtrack
Am 18. März 1995 erschien der Soundtrack zum Film bei Walt Disney Records.
| Nr. | Lied                          | Interpret                       | Länge |
| --- | ----------------------------- | ------------------------------- | ----- |
| 01  | I 2 I                         | Tevin Campbell und Rosie Gaines | 4:03  |
| 02  | After Today                   | Aaron Lohr                      | 2:23  |
| 03  | Stand Out                     | Tevin Campbell                  | 3:02  |
| 04  | On the Open Road              | Aaron Lohr und Bill Farmer      | 3:03  |
| 05  | Lester’s Possum Park          | Kevin Quinn                     | 1:27  |
| 06  | Nobody Else But You           | Aaron Lohr und BillFarmer       | 2:37  |
| 07  | Opening Fanfare / Max’s Dream | Carter Burwell                  | 1:51  |
| 08  | Deep Sludge                   | Carter Burwell                  | 2:05  |
| 09  | Bigfoot                       | Carter Burwell                  | 2:16  |
| 010 | Hi Dad Soup                   | Carter Burwell                  | 1:33  |
| 011 | Runaway Car                   | Carter Burwell                  | 2:19  |
| 012 | Junction                      | Carter Burwell                  | 0:47  |
| 013 | The Waterfall! / The Truth    | Carter Burwell                  | 3:11  |

## Hintergrund
- Der Film hatte seine Premiere mit dem US-Kinostart am 7. April 1995. In Frankreich wurde er am 3. Juli 1996 veröffentlicht, der Deutschland-Start erfolgte am 15. August 1996.
- Außerhalb der Vereinigten Staaten lief der Oscar-nominierte Kurzfilm Micky Monster Maus im Vorprogramm des Films.[3]
- Der Song i2i wird auch als 121 gelistet.
- Der Sänger Powerline ist von den Musikern Michael Jackson, Prince und Bobby Brown inspiriert.
- Während Auf großer Fahrt fährt eine große, weiße Limousine an Goofy und Max vorbei. Aus einem der Fenster winkt jemand, der einen glitzernden Handschuh trägt. Dies ist eine Anspielung auf Michael Jackson.
- Goofys Auto ist ein AMC Pacer.
- Ein Wilhelmsschrei ist zu hören, als Goofys Auto während Auf großer Fahrt in ein Gerüst mit Arbeitern rast.
- Ein zweiter Wilhelmsschrei ist zu hören, als einer der Sicherheitsmänner Max während des Powerline-Konzerts verfolgt und letztendlich gegen einen der großen Monitore auf der Bühne knallt.
- Der Goofy-Schrei kommt im Film zweimal vor: einmal ganz zu Beginn des Films und später, als gegen Ende Goofys Auto explodiert.
- In Goofy – Der Film finden sich zahlreiche Disney-Anspielungen: Max besitzt ein Micky-Maus-Telefon, Donald Duck wird als Goofys bester Freund bezeichnet, kurz nach Max’ Enttarnung sieht man in der Kulisse hinter der Bühne eine Figur die eindeutig Arielle darstellen soll, Goofy besitzt einen Schlüsselanhänger mit dem „Disney-D“, bei einem Ratespiel errät er den Namen Walt Disney, Micky und Donald sind Anhalter während des Liedes Auf großer Fahrt, Micky ist außerdem noch auf dem Powerline-Konzert (kurz zu sehen in der Szene, in der auch der zweite Wilhelmsschrei zu hören ist) und Lassters Possum Park ist eine klare Anspielung auf das Country Bear Jamboree. Karlos Wohnwagen, in dem man alles aufklappen kann, und die Szene, in der Goofy und Max auf dem Geländer herumfahren, sind Anspielungen auf den berühmten Micky-Cartoon Mickys Wohnwagen.